# Вача (Нижегородская область)

Одна из улиц

Ва́ча — посёлок городского типа в Нижегородской области России, административный центр Вачского муниципального района.

## География
Расположен близ шоссе Нижний Новгород — Касимов.
Ближайшие города: Павлово, Навашино, Муром.

## История
История Вачи своими корнями уходит в древность, когда эти края, по-видимому, не были заселены славянами. 
В XIV—XVI веках на месте села Городищи (ныне в составе Вачи) находился город Стародуб Воцкий — крепость на засечной черте, предохранявшей от набегов татар и мордвы. После взятия в 1552 году Казани крепость потеряла своё оборонное значение. В это же время к востоку от неё возникло село Вача.
Впервые упоминается в 1588 году.
Своё развитие Вача получила в начале XIX века, когда крепостной крестьянин Дмитрий Иванович Кондратов создал здесь небольшое производство столовых и хлебных ножей. В 1839 году дело отца подхватил один из сыновей Дмитрий Дмитриевич Кондратов, который дал дальнейшее развитие металлообрабатывающему производству и открыл миру село Вача, получив в 1878 году в Париже большую золотую медаль на Всемирной выставке. В дальнейшем изделия, выпущенные в Ваче, получали награды на выставках в Лондоне, Нью-Йорке и других крупнейших столицах мира.
До революции административно находилось в Муромском уезде Владимирской губернии.
В 1897 году в Ваче некоторое время жил писатель В. Г. Короленко.
Статус рабочего посёлка (ныне — посёлка городского типа) с 1938 года.
3 декабря 2010 года в посёлке была освящена малым иерейским чином новая деревянная церковь в честь святителя Тихона Амафунтского Освящение великим чином состоялось 29 июня 2011 года во время визита в посёлок архиепископа Георгия. Прежняя церковь была больше и имела три престола. Её боковые приделы были освящены в честь великомучеников Димитрия Солунского и целителя Пантелеимона.

## Население
| 1859  | 1897  | 1905  | 1926  | 1959  | 1970  | 1979  |
| ----- | ----- | ----- | ----- | ----- | ----- | ----- |
| 878   | ↗1784 | ↘1053 | ↗1712 | ↗6784 | ↗7714 | ↗7779 |
| 1989  | 1999  | 2002  | 2008  | 2009  | 2010  | 2011  |
| ↘7455 | ↘6690 | ↗6732 | ↘5987 | ↘5843 | ↗5987 | ↘5950 |
| 2012  | 2013  | 2014  | 2015  | 2016  | 2017  | 2018  |
| ↘5753 | ↘5557 | ↘5488 | ↘5424 | ↘5369 | ↘5283 | ↘5230 |
| 2019  | 2020  | 2021  |       |       |       |       |
| ↘5141 | ↘5079 | ↗5182 |       |       |       |       |

## Экономика
Промышленность — металлообработка, изготовление металлических изделий и инструментов. Самое крупное промышленное предприятие посёлка — ПАО «Труд» (до 1917 года — фабрика промышленника Кондратова; в советский период — ЗТВ — завод «Труд», Вача). Почти 50 % от общей продукции занимает продукция по производству ножевых изделий и столовых приборов ОАО «Труд» (ежегодно выпускается более 1,2 млн штук ножей; более 4,5 млн штук столовых приборов, около 1 млн штук топоров).
Также действовали молочный и хлебные заводы, которые закрылись после распада СССР.

## Известные уроженцы
- Зайчиков, Михаил Дмитриевич (1901—1962) — советский военный деятель, Генерал-майор (1945).
- Шаронов, Михаил Фёдорович (1914—1944) — советский лётчик-истребитель, Герой Советского Союза.